# Ryan Gosling
Ryan Thomas Gosling, (London, Ontàrio, 12 de novembre de 1980) és un actor, productor de cinema i compositor canadenc.
Va destacar particularment l'any 2000 interpretant un jueu neonazi a la pel·lícula The believer, un adolescent enigmàtic a The United States of Leland, un procurador prometedor davant d'Anthony Hopkins a  Fracture o un professor toxicòman a  Half Nelson, que li valdrà una nominació a l'Oscar al millor actor el 2007. Destaca novament pel seu paper a  Blue Valentine  amb Michelle Williams presentada al Festival de Cannes 2010, i a Drive, que guanya el premi de l'escenificació l'any següent. El seu debut com a director, Lost River, va obtenir males crítiques el 2014. Més èxit va tenir quan va protagonitzar diverses pel·lícules aclamades per la crítica, inclosa la sàtira financera The Big Short (2015), i el musical romàntic La La Land (2016), per la qual va guanyar el Globus d'Or al millor actor musical o còmic, i va rebre la seva segona nominació a l'Oscar. Posteriorment també va rebre molt bones crítiques per la pel·lícula de ciència-ficció Blade Runner 2049 (2017) i el biopic First Man (2018).
La banda de Gosling, Dead Man's Bones, va llançar el seu àlbum de debut titulat amb el mateix nom i va recórrer Amèrica del Nord el 2009. És copropietari de Tagine, un restaurant marroquí a Beverly Hills, California. Gosling ajuda PETA, Invisible Children i Enough Project, i ha viatjat al Txad, Uganda i l'est del Congo per sensibilitzar sobre els conflictes a aquestes regions. Durant més d'una dècada, Gosling ha estat dedicat a la promoció de la pau a l'Àfrica. Manté una relació amb l'actriu nord-americana Eva Mendes des del 2011 i tenen dues filles.

## Biografia
Ryan Gosling ha estat educat en la comunitat de l'Església de Jesucrist dels Sants dels Darrers Dies (els «Mormons»). Inicià la seva carrera com a ballarí abans de ser contractat el 1991 (a l'edat d'11 anys) a The Mickey Mouse Club al costat de Britney Spears, Christina Aguilera, Asma Fardi i Justin Timberlake.

### Carrera

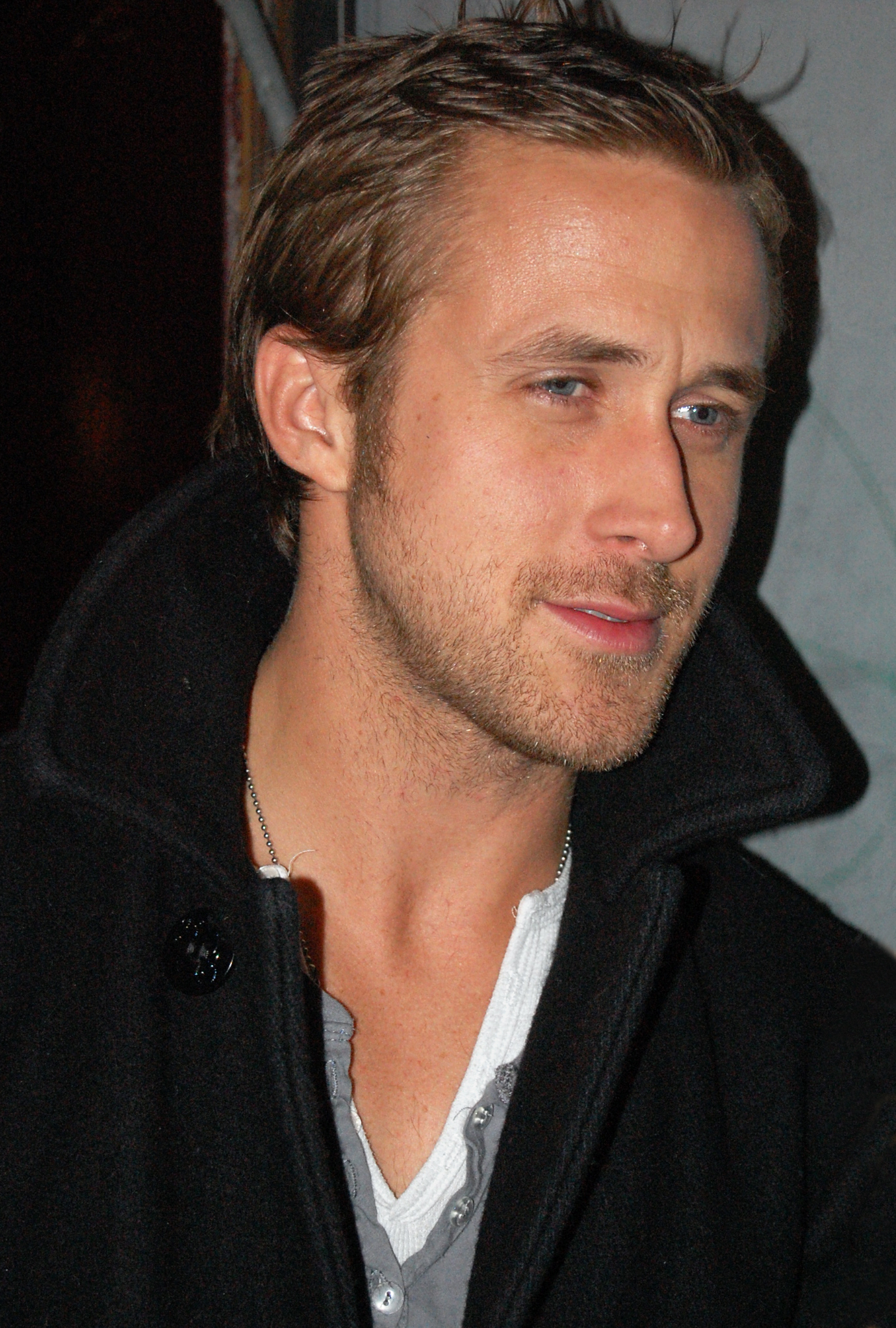
Ryan Gosling el 2009

Després del seu inici com a actor el 1991, enllaça algunes aparicions a la televisió en sèries de televisió canadenques i estatunidenques, després assumeix el paper d'Heracles a la sèrie Young Hercules  de 1998 a 1999.
El 2001 apareix per primera vegada a la pantalla gran a la pel·lícula de Boaz Yakin, produïda per Jerry Bruckheimer, Remember the Titans on interpreta un jove jugador de futbol americà en el primer equip escolar de Virgínia que acull negres, Els Titans.
El mateix any, Ryan Gosling obté el paper d'un neonazi jueu a The Believer  de Henry Bean: la pel·lícula s'emporta el Gran Premi del Jurat al Festival de Cinema de Sundance.
De 2002 a 2004 se'l troba sobretot en papers d'adolescents turmentats: un homicida pèrfid i segur d'ell davant de Sandra Bullock a Assassinat... 1, 2, 3 de Moll Schroeder, però sobretot un adolescent enigmàtic i fascinant a The United States of Leland de Matthew Ryan Hoge. Empresonat en un centre de redreçament de joves delictius per a l'assassinat d'un jove autista, Leland P. Fitzgerald coneix Pearl Madison (Don Cheadle) que intentarà comprendre el seu gest, que ell mateix no pot explicar. La pel·lícula serà presentada al Festival de Deauville i al Festival de cinema de Sundance el 2003.
Ha participat igualment en la pel·lícula d'Andrew J. Smith, The Slaughter Rule el 2002, on David Morse l'arrossega en el seu equip de Futbol americà a sis, un derivat brutal del futbol americà.
El 2004, Ryan Gosling roda llavors sota la direcció de Nick Cassavetes a El quadern de Noah amb Rachel McAdams, un drama romàntic sobre l'amor etern a través de la malaltia d'Alzheimer, que els valdrà nombrosos premis del públic als Teen Choice Awards, i el MTV Movie Award al millor Petó. El mateix any, el New York Times parla d'ell com un dels nous talents de futur del cinema estatunidenc 9 d'octubre de 2011
Igualment compositor, músic i cantant, participa en la composició de la banda original de la pel·lícula Wild Roomies d'Oliver Robins el 2004.
El 2005, comparteix el cartell de Stay amb Naomi Watts i Ewan McGregor, al thriller fantàstic de Marc Forster.
El 2007, assumeix el paper d'un ambiciós substitut del procurador encarregat de provar la culpabilitat de Ted Crawford (Anthony Hopkins) a Fractura. Després, el seu paper a Half Nelson li val una nominació a l'Oscar al millor actor el 2007, finalment guanyat per Forest Whitaker a L'últim Rei d'Escòcia. A Half Nelson interpretà a Dan Dunne, un professor de suburbi a la vora de l'abisme submergit en la desesperació i la droga. Una amistat neix entre ell i un dels seus joves alumnes, Drey (Shareeka Epps), quan descobreix les seves inclinacions per la droga. Half Nelson ha guanyat nombrosos premis i nominacions (Premi Especial del Jurat al Festival de Deauville, Gran Premi del Jurat al Festival de Sundance). La revista Première el va presentar com un dels joves actors més cobejats. Amb els seus aires d'àngel caigut i el seu frasejat remugant, imposa un estil nou a Hollywood. Un treball sempre impecable, un registre ampli i tries audaces (com la d'un jueu nazi o el d'un profe junkie) fan d'ell el proper gran. El 2008, roda sota la direcció de Craig Gillespie en la comèdia Lars and the Real Girl on interpreta un jove marginat que manté una relació amb una nina que pren per una dona. Per la seva interpretació desfasada, és nominat als Globus d'or el 2008 en la categoria Globus d'Or al millor actor musical o còmic.
El mateix any, és escollit per formar part del jurat que atorga els Oscars del cinema 2008
El 2009, és cantant i guitarrista del grup Dead Man's Bones, acompanyat de Zach Shields igualment a la veu i a la guitarra, i de Morgan Slade, contrabaixista i compositor. El grup treu el seu primer àlbum el mateix any.
El 2010, apareix llavors a Love and Secrets amb Kirsten Dunst després a  Blue Valentine  on interpreta un pare de família casat amb Michelle Williams quan la seva parella el deixa. Les seves interpretacions són destacades per la crítica i Ryan Gosling guanya el premi Chlotrudis al millor actor. Interpreta igualment la cançó original de la pel·lícula, 'Love .
Igualment, a Blue Valentine, posa la veu cantant al Ukulélé la cançó,  You Always Hurt the Ones You Love .
El 2011, és al cartell d'Amor, boig i estúpid, una comèdia amb Steve Carell, Julianne Moore, Emma Stone i Kevin Bacon, així com de  Drive de Nicolas Winding Refn que ha rebut el Premi de l'escenificació en el Festival de Canes el mateix any. Interpreta igualment el paper de Stephen Myers a la pel·lícula de George Clooney Els idus de març.
El 2012, participà de nou al costat d'Emma Stone i de Sean Penn a la pel·lícula Gangster Squad, brigada d'elit.

### Vida privada
Ryan Gosling ha estat en parella amb l'actriu Sandra Bullock de 2001 a 2002, després l'haver coincidir en el rodatge de la pel·lícula Murder by Numbers.
Ha tingut una relació amb l'actriu canadenca Rachel McAdams (en el rodatge de la pel·lícula El quadern de Noah el 2002) de juny del 2005 a juliol de 2007. Fan parella durant alguns mesos el 2008
Des de setembre de 2011, és en parella amb l'actriu americana d'origen cubà Eva Mendes, amb qui va coincidir en el rodatge de la pel·lícula The Place Beyond the Pines. Té dues filles amb Mendes, una nascuda el 2014 i la segona el 2016.
Gosling col·labora en diverses causes socials. Ha treballat amb PETA en una campanya per animar a KFC i McDonald a utilitzar mètodes millorats de sacrifici de pollastre a les seves fàbriques, i en una campanya per animar als productors lactis a aturar l'extracció de banyes a les vaques. Gosling va ser voluntari a Biloxi (Mississippi), el 2005, com a part de l'esforç de neteja posterior al Huracà Katrina. Recolza Invisible Children, Inc., un grup que sensibilitza sobre el LRA a l'Àfrica central. El 2005, Gosling va viatjar al camps de refugiats Darfur al Chad. Va ser ponent a la Conferència Nacional del Campus Progress el 2008 on va parlar sobre Darfur. Com a part pel seu treball per a Enough Project, va visitar Uganda el 2007 i l'est del Congo el 2010.

## Filmografia

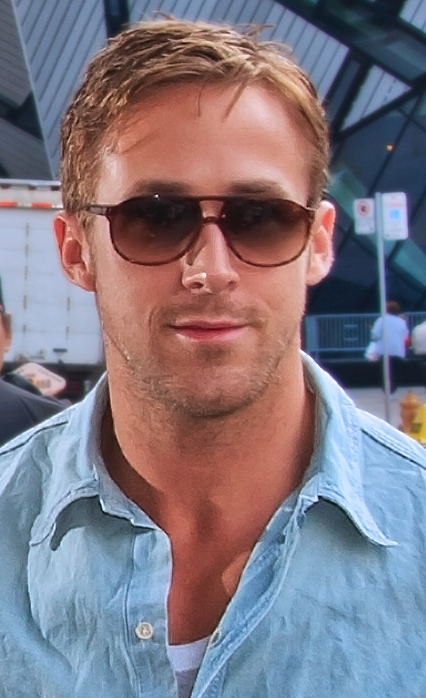
Ryan Gosling al festival internacional de cinema de Toronto el 2010.

### Cinema
| Title                          | Year | Role                 | Notes                           |
| ------------------------------ | ---- | -------------------- | ------------------------------- |
| Frankenstein and Me            | 1997 | Kenny                |                                 |
| Remember the Titans            | 2000 | Alan Bosley          |                                 |
| El creient                     | 2001 | Danny Balint         |                                 |
| Murder by Numbers              | 2002 | Richard Haywood      |                                 |
| The Slaughter Rule             | 2002 | Roy Chutney          |                                 |
| The United States of Leland    | 2003 | Leland P. Fitzgerald |                                 |
| The Notebook                   | 2004 | Noah Calhoun         |                                 |
| Stay                           | 2005 | Henry Letham         |                                 |
| Half Nelson                    | 2006 | Dan Dunne            |                                 |
| Fractura                       | 2007 | Willy Beachum        |                                 |
| Lars and the Real Girl         | 2007 | Lars Lindstrom       |                                 |
| Blue Valentine                 | 2010 | Dean Pereira         | També productor executiu        |
| Totes les coses bones          | 2010 | David Marks          |                                 |
| ReGeneration                   | 2010 | Narrator             | Documental; també productor     |
| Crazy, Stupid, Love            | 2011 | Jacob Palmer         |                                 |
| Drive                          | 2011 | El conductor         |                                 |
| Els idus de març               | 2011 | Stephen Meyers       |                                 |
| The Place Beyond the Pines     | 2012 | Luke Glanton         |                                 |
| Gangster Squad, brigada d'elit | 2013 | Sgt. Jerry Wooters   |                                 |
| Only God Forgives              | 2013 | Julian               | També productor executiu        |
| White Shadow                   | 2013 | —                    | Productor executiu              |
| Lost River                     | 2014 | —                    | Director, escriptor i productor |
| The Big Short                  | 2015 | Jared Vennett        |                                 |
| The Nice Guys                  | 2016 | P.I. Holland March   |                                 |
| La La Land                     | 2016 | Sebastian Wilder     |                                 |
| Song to Song                   | 2017 | BV                   |                                 |
| Blade Runner 2049              | 2017 | Officer K            |                                 |
| First Man                      | 2018 | Neil Armstrong       |                                 |
| Barbie                         | 2023 | Ken                  |                                 |

### Televisió
| Any        | Títol                                                                       | Paper                 | Episodi(s) i notes                       |
| ---------- | --------------------------------------------------------------------------- | --------------------- | ---------------------------------------- |
| 1993–1995  | The Mickey Mouse Club                                                       | Ell mateix            | programa de TV                           |
| 1995       | Are You Afraid of the Dark?                                                 | Jamie Leary           | 5.02 "The Tale of Station 109.1"         |
| 1996       | PSI Factor: Chronicles of the Paranormal                                    | Adam                  | 1.01 "Dream House/UFO Encounter"         |
| 1996       | Kung Fu: The Legend Continues                                               | Kevin                 | 4.09 "Dragon's Lair"                     |
| 1996       | Road to Avonlea                                                             | Bret McNulty          | 7.09 "From Away"                         |
| 1996       | Goosebumps                                                                  | Greg Banks            | 1.15 "Say Cheese and Die"                |
| 1996       | The Adventures of Shirley Holmes                                            | Sean                  | 1.01 "The Case of the Burning Building"  |
| 1996       | Flash Forward                                                               | Scott Stuckey         | 1.11 "Double Bill" and 1.21 "Skate Bait" |
| 1996       | Ready or Not                                                                | Matt Kalinsky         | 4.05 "I Do, I Don't"                     |
| 1997–1998  | Breaker High                                                                | Sean Hanlon           | Sèrie TV                                 |
| 1998       | Nothing Too Good for a Cowboy                                               | Tommy                 | Telefilm                                 |
| 1998       | Young Hercules                                                              | Hercules              | Sèrie TV                                 |
| 1998       | Hercules: The Legendary Journeys                                            | Zylus                 | 5.17 "The Academy"                       |
| 2005       | I'm Still Here: Real Diaries of Young People Who Lived During the Holocaust | Ilya Gerber (veu)     | documental                               |
| 2015, 2017 | Saturday Night Live                                                         | Ell mateix (convidat) | 2 programes                              |